# Молодая Польша (искусство)

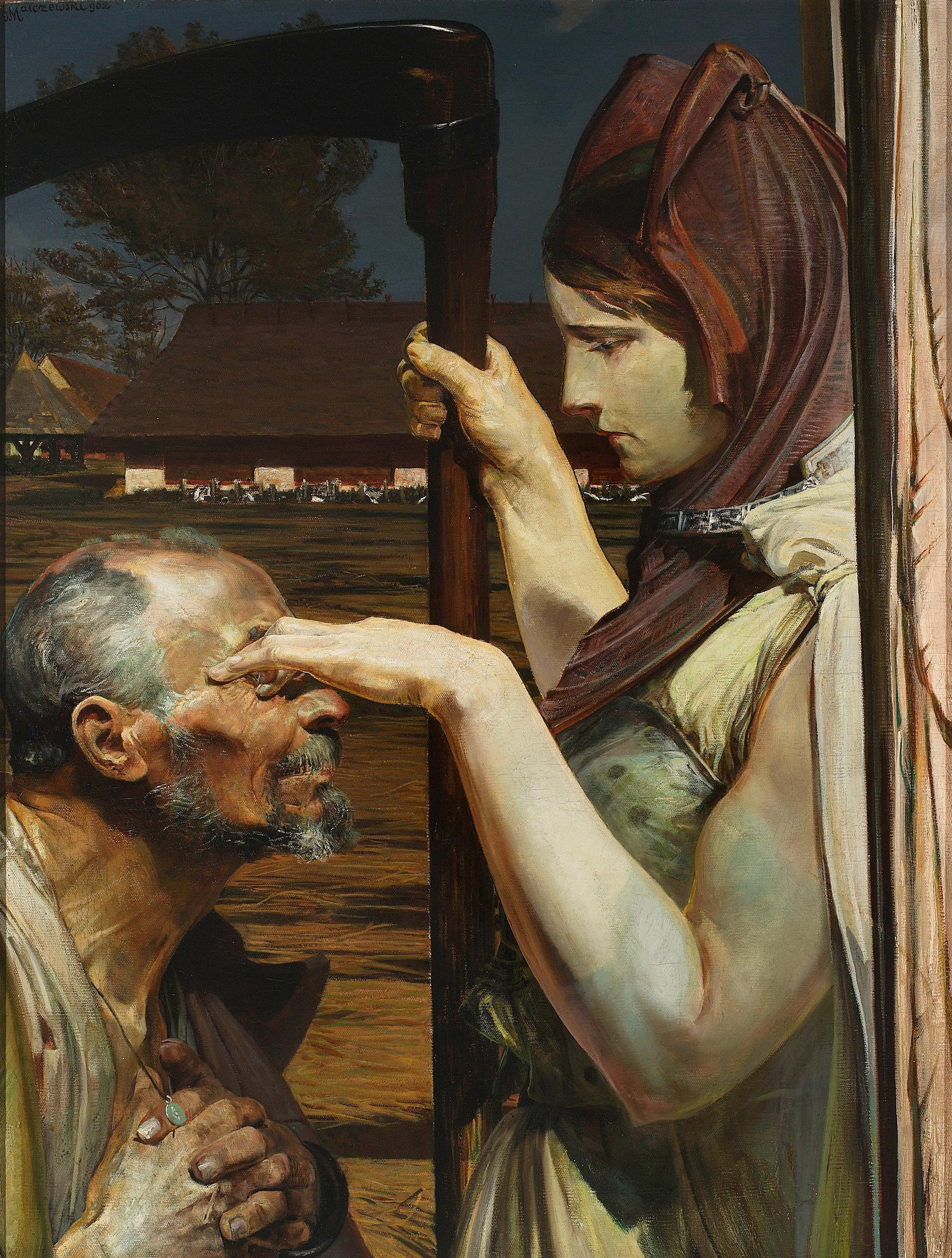
«Смерть» (Śmierć), Яцек Мальчевский

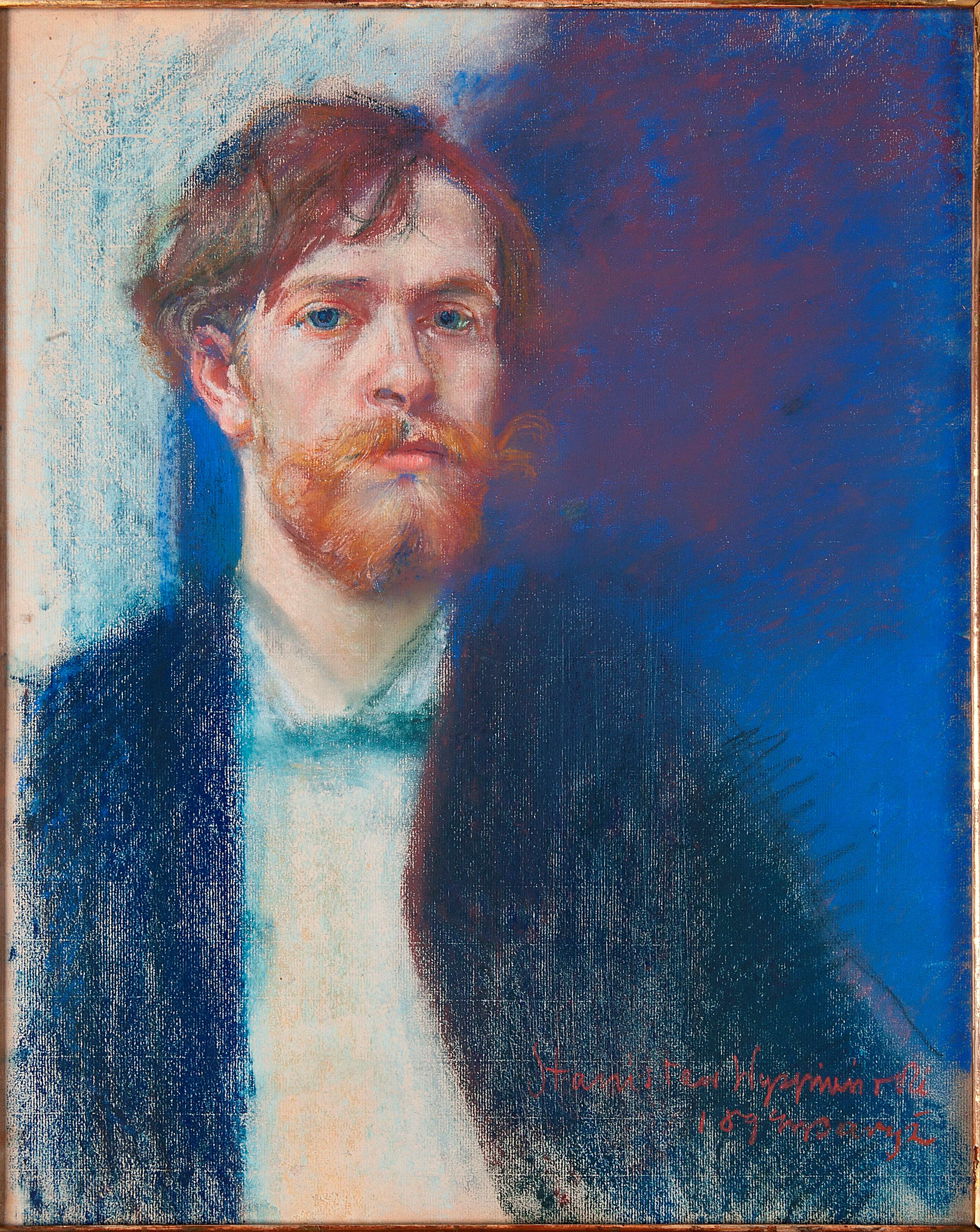
Станислав Выспяньский

«Молодая Польша» (пол. Młoda Polska) — название периода развития в литературе, искусстве и музыке, приходящегося на 1891—1918 гг. и связанного с проникновением модерна в польскую культуру. Данное название возникло по аналогии с Молодой Германией, Молодой Скандинавией и другими. Течение возникло под сильным влиянием позитивизма во взаимодействии с такими художественными течениями, как натурализм, импрессионизм, символизм, экспрессионизм, неоклассицизм. Эстетическая программа «Молодой Польши» неоднородна. В целом, творцов объединяли ощущение дисгармонии жизни, утверждение творческой свободы и независимости художника, связанное с поисками новых средств художественного выражения, бунт против мещанского общества и его морали.
Это течение проявило себя в польском изобразительном искусстве, литературе (особенно поэзии), музыке, театре.

## Временные границы
Рубеж XIX—XX веков — особый период в жизни польского общества и культуры. Исследователи указывают на трудность определения хронологических рамок эпохи Молодой Польши. Казимеж Выка в критической работе «Характеристика периода Молодой Польши» говорит о том, что «ни одна из литературных дат не имеет столь общепринятого значения перелома, как, например, год выхода в свет томика „Стихов“ Адама Мицкевича для романтизма». 
Также нельзя принять какое-либо историческое событие как дату перехода к эпохе Молодой Польши, как, например, произошло с Январским восстанием, которое отделяет фазу упадка романтизма и начала позитивизма.
Казимеж Выка весьма условно предлагает считать началом эпохи 1890 год, комментируя это так: «вышеупомянутая дата не обозначает ни одного выдающегося литературного события, тем более — политического. Утверждает она одно: последнее десятилетие XIX века будет настолько в дальнейшем находиться под знаком нарастания явлений, связанных с Молодой Польшей, что уже в 1895—1900 годах поколение, творящее эту литературу, становится главным и первенствующим поколением».
Ту же самую дату помещает в заглавие своей монографии литературовед Юлиан Кшижановский: «Польский неоромантизм 1890—1915». Также и для Антония Потоцкого 1890 год является пограничной датой между двумя периодами развития литературы. Иное предположение сделано Казимежем Чаховским в его работе «Образ современной польской литературы». Для него поворотным пунктом становится 1884 год, первые теоретические и художественные проявления натурализма. Но для истории польского натурализма имеют значение такие факты, как дебют Адольфа Дыгасиньского (1884), Антония Сыгетиньского (1883). А писатели, которых можно было бы выделить как поколение Молодой Польши, вступают в литературу только около 1890 года. В 1888 году выходят «Стихи» Яна Каспровича, два первых сборника Казимежа Пшервы-Тетмайера выходят в 1891 и 1894 году соответственно. Работа Зенона Пшесмыцкого (Мириама) о Метерлинке появляется в 1891, эссе Станислава Пшибышевского «Из психологии творческой личности» — в 1892 году. «К этим фактам можно прибавить даты из истории художественной культуры: 1893 (Тадеуш Павликовский занимает пост директора в новом здании краковского театра), 1895 (Юлиан Фалат занимает пост директора Школы изящных искусств)».
Трудно определить и дату завершения эпохи Молодой Польши. Хотя многие историки литературы сходятся на том, что такой датой можно считать 1918 год, всё же мнение это небесспорно. Многие из выдающихся младополяков — Реймонт, Каспрович, Жеромский, Стафф, Берент, Анджей Струг — активно работали и в межвоенном периоде. Аналогичный пример: появление шедевров польской реалистической прозы — произведений Сенкевича, Пруса, Ожешко — синхронно развитию модернистской лирики и относится к концу XIX века.
Внутри эпоха Молодой Польши резко делится на два периода — до и после революционных событий 1905 года, глубоко повлиявших на общественную направленность польской литературы; не найдётся ни одного писателя, в творчестве которого не заметны бы были перемены в тематике, проблематике и даже в форме произведений, связанных с надеждами, иллюзиями и разочарованиями начала века.

## Возникновение и смысл термина
«Молодая Польша» обозначает не только литературу, но и музыку, театр, а также определённый стиль жизнь в художественной среде. Как наименование молодого поколения впервые его употребил на страницах краковского журнала «Жиче» Артур Гурский в цикле статей. Он доказывал, что новое искусство должно носить характер национальный, польский, при этом отличаться юношеской страстностью. В первый раз под этим названием объединили краковских модернистов, сгруппировавшихся вокруг Пшибышевского. Размышляя о современной ему литературе, в частности о значении слова «молодой» в наименовании эпохи, Ян Лорентович, польский критик рубежа веков, в своем эссе писал: «Молодой — это тот, кто отгораживается от всякой рутины, от всяких увядших литературных предрассудков, кто неустанно отвоевывает свою индивидуальность». Это «отвоевывание» собственной индивидуальности закономерно приводит к тому, что творческую манеру многих младополяков невозможно отнести к какому-либо одному направлению. 

## В музыке
- Кароль Шимановский
- Людомир Ружицкий
- Гжегож Фительберг

## В литературе
- Адамович, Богуслав
- Вацлав Берент
- Тадеуш Бой-Желеньский
- Станислав Выспянский
- Кароль Иржиковский
- Ян Каспрович
- Болеслав Лесьмян
- Тадеуш Мичинский
- Эдвард Порембович
- Тадеуш Риттнер
- Вацлав Серошевский
- Леопольд Стафф
- Казимеж Пшерва-Тетмайер
- Станислав Пшибышевский

## В скульптуре
- Ксаверий Дуниковский

## Противники
- Теодор Еске-Хоинский